# ジョン・ベーン
ジョン・ロバート・ベーン（Sir John Robert Vane、1927年3月29日 - 2004年11月19日）は、イギリスの薬理学者。台湾・輔仁大学名誉博士。

## 生涯
父親はロシアからの移民の子供で、彼の母親はウスターシャーの農家の子であった。バーミンガム大学で化学を学ぶ。1953年、オックスフォード大学にて薬理学の博士号を取得。
彼は18年間、イギリス王立外科学会の中にあるロンドン大学の基礎医学研究所に勤めた。この間に彼は重要な科学的な発見に結びつきいくつかの生物学的検定の技術を開発した。これがプロスタグランジンの生合成を阻害することを発見した。1974年王立協会フェロー選出。
1973年に研究から引退し、ウェルカム財団の研究者のディレクターに就任した。しかしながら、12年後には聖バーソロミュー病院医学学校のウィリアム・ハーヴィー研究所にて研究生活に復帰した。

## 受賞歴
- 1977年 アルバート・ラスカー基礎医学研究賞
- 1982年 ノーベル生理学・医学賞
- 1989年 ロイヤル・メダル
- 1993年 クルーニアン・メダル

## 参照
- John R. Vane - Biographical